# Rybňany
Rybňany je malá vesnice, část obce Zálužice v okrese Louny. Nachází se asi jeden kilometr severozápadně od Zálužic. V roce 2011 zde trvale žilo 17 obyvatel.
Rybňany je také název katastrálního území o rozloze 1,54 km².

## Historie
První písemná zmínka o vesnici pochází z roku 1405. Bývalá tvrz postoupena králem Ferdinandem roku 1533 Janovi Žateckému. Roku 1561 zde vládl Filip z Velebudic, poté Přibík ze Stropčic a roku 1570 Bohuslav Felix Hasištejnský z Lobkovic.

## Obyvatelstvo
Při sčítání lidu v roce 1921 zde žilo 177 obyvatel (z toho 79 mužů), z nichž bylo devět Čechoslováků, 165 Němců a tři cizinci. Všichni se hlásili k římskokatolické církvi. Podle sčítání lidu z roku 1930 měla vesnice 192 obyvatel: 46 Čechoslováků, 143 Němců a tři cizince. Stále převažovala římskokatolická většina, ale kromě ní zde žili tři evangelíci, sedm členů církve československé a čtyři lidé bez vyznání.
|                                                                        | 1869 | 1880 | 1890 | 1900 | 1910 | 1921 | 1930 | 1950 | 1961 | 1970 | 1980 | 1991 | 2001 | 2011 |
| ---------------------------------------------------------------------- | ---- | ---- | ---- | ---- | ---- | ---- | ---- | ---- | ---- | ---- | ---- | ---- | ---- | ---- |
| Obyvatelé                                                              | 242  | 236  | 239  | 235  | 201  | 177  | 192  | 53   | 61   | 55   | 35   | 22   | 13   | 17   |
| Domy                                                                   | 37   | 39   | 37   | 37   | 40   | 41   | 41   | 40   | .    | 14   | 13   | 17   | 15   | 17   |
| Počet domů z roku 1961 je zahrnut v celkovém počtu domů obce Zálužice. |      |      |      |      |      |      |      |      |      |      |      |      |      |      |

## Pamětihodnosti
- Socha svaté Barbory – stojí severozápadně od hospodářského dvora
- Socha svatého Floriána – na místě je pouze sokl, samotná socha je umístěna v depozitu v čp. 7
- Zemědělský dvůr čp. 7 se zbytky zámku na počátku dvacátého století upraveného ve švýcarském stylu[9]
- U vesnice byla objevena nádobka ve tvaru býčího těla, které mělo zřejmě náboženský charakter. Datována byla do období neolitu a uložena v depozitu regionálního muzea v Žatci.

## Galerie

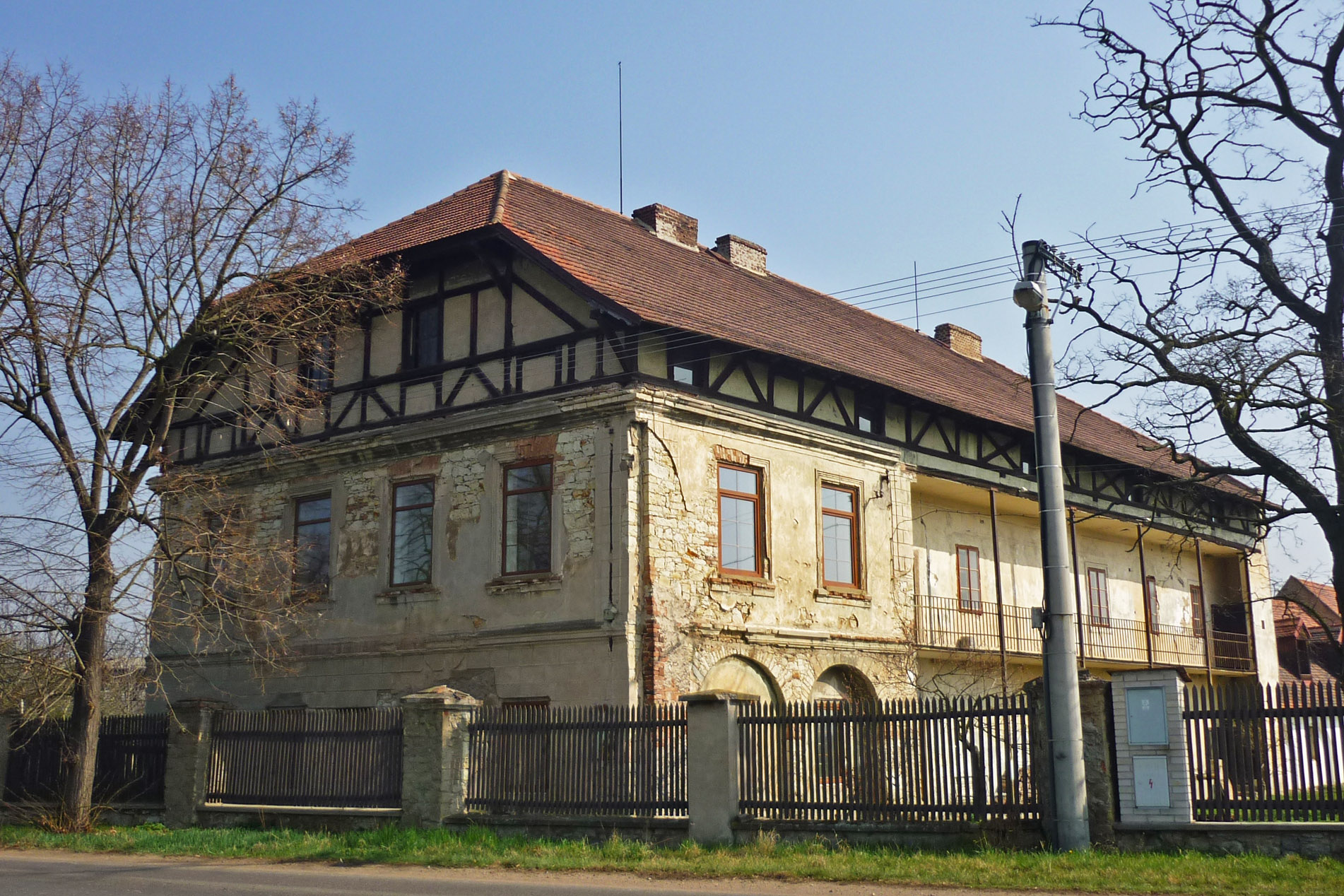
Statek čp. 7
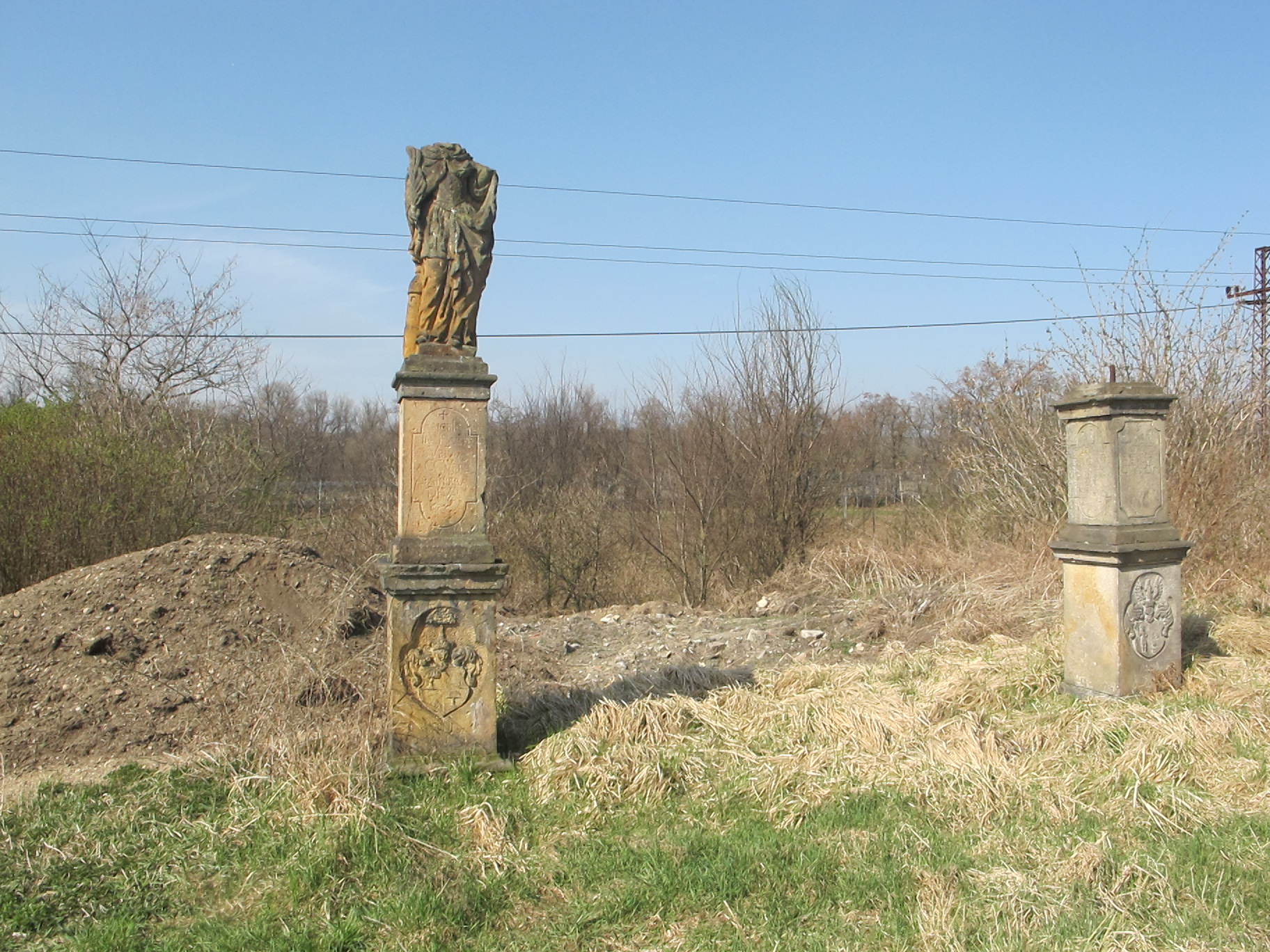
Památkově chráněné barokní plastiky
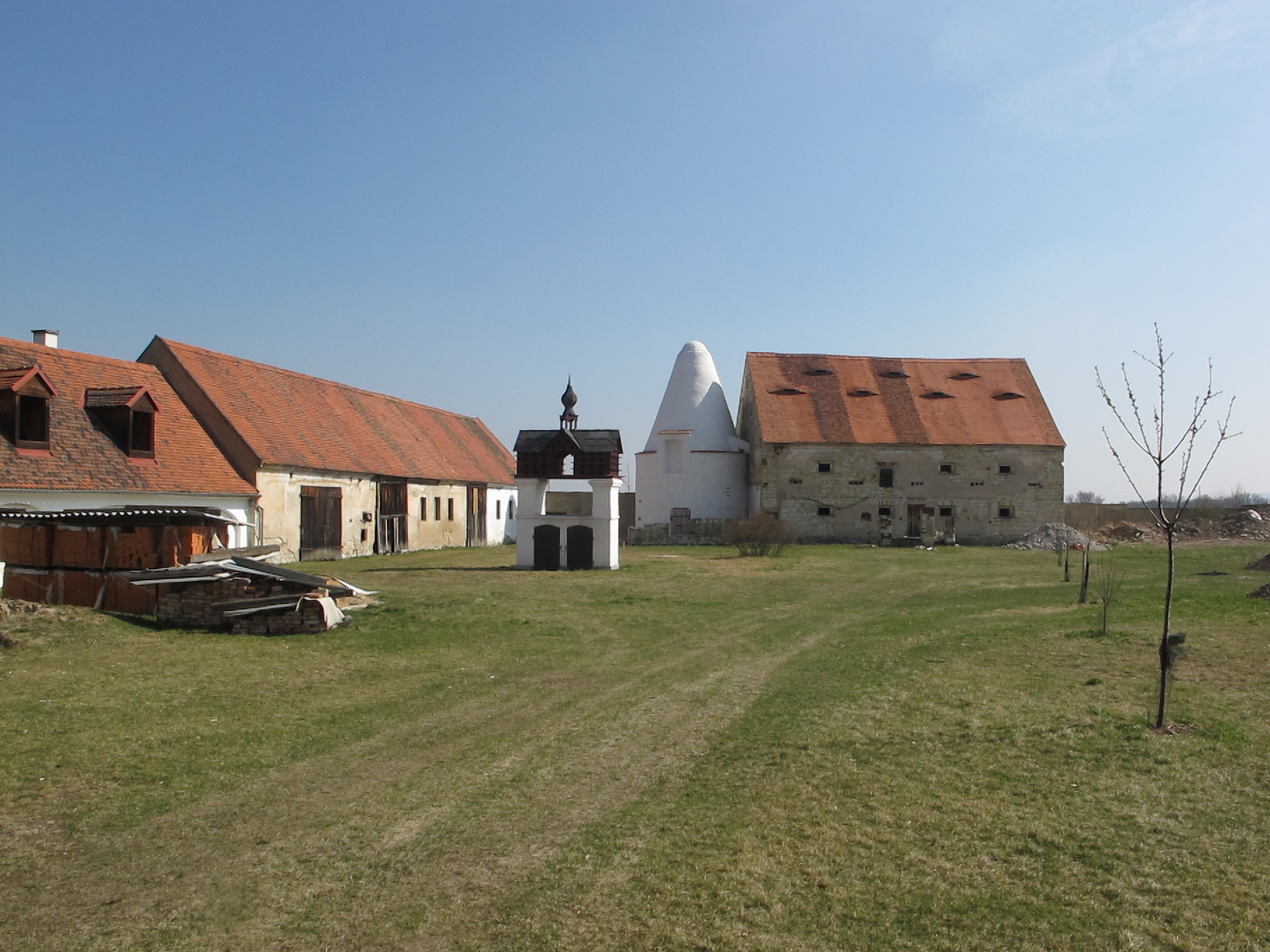
Holubník a ledárna ve dvoře statku čp. 7